# Una preghiera prima dell'alba
Una preghiera prima dell'alba (A Prayer Before Dawn) è un film del 2017 diretto da Jean-Stéphane Sauvaire.

## Trama
Billy Moore è un giovane pugile inglese che vive in Thailandia. Dipendente dall'eroina, si mantiene spacciando e combattendo in incontri clandestini; la sua vita sbanda definitivamente quando viene arrestato per possesso di stupefacenti e di un'arma da fuoco.
Arrivato in carcere, soffre per crisi d'astinenza e per i soprusi inferti dalla banda che domina la cella in cui è capitato. In quel contesto violento e senza regole il ragazzo ha solo due possibilità: morire o cercare di sopravvivere.
Dapprima estorce qualche pacchetto di sigarette a un transessuale invaghitosi di lui, si guadagna qualche dose facendo dei lavoretti sporchi per delle guardie corrotte e sembra convivere pacificamente anche con la gang, ma resta pur sempre una mosca bianca in una giungla che prima o poi lo ingoierà. 
Quando la situazione sembra precipitare, rinchiuso in cella d'isolamento, troverà nello sport la via del riscatto: all'interno del carcere si allena con la squadra di muay thai, che dapprima lo tiene lontano ma poi lo accoglie tra le sue file migliorandolo sia come combattente sia come uomo.
Purtroppo per Billy il suo passato ritorna sotto forma di ulcera al fegato, dovuto all'abuso di alcool e droghe, che unite ai colpi subiti nei combattimenti mettono a repentaglio la sua salute; nonostante tutto non demorde dal rappresentare la prigione nel torneo tra le carceri nel quale raggiunge una dura vittoria, per poi svenire in fin di vita.
Si risveglia in ospedale dove, seppur piantonato, sembra avere l'occasione di andarsene ma inaspettatamente torna sui suoi passi.
La mancata fuga lo porterà nella scena finale all'incontro tanto atteso col padre (interpretato dal vero Billy Moore) che non vedeva da anni.

## Produzione
Scritto da Jonathan Hirschbein e Nick Saltrese e interpretato da Joe Cole, il film è tratto dal racconto autobiografico di Billy Moore A Prayer Before Dawn: My Nightmare in Thailand's Prisons.

## Distribuzione
Il film è stato presentato in occasione del Festival di Cannes il 19 maggio 2017.